# Peter Aschenbrenner

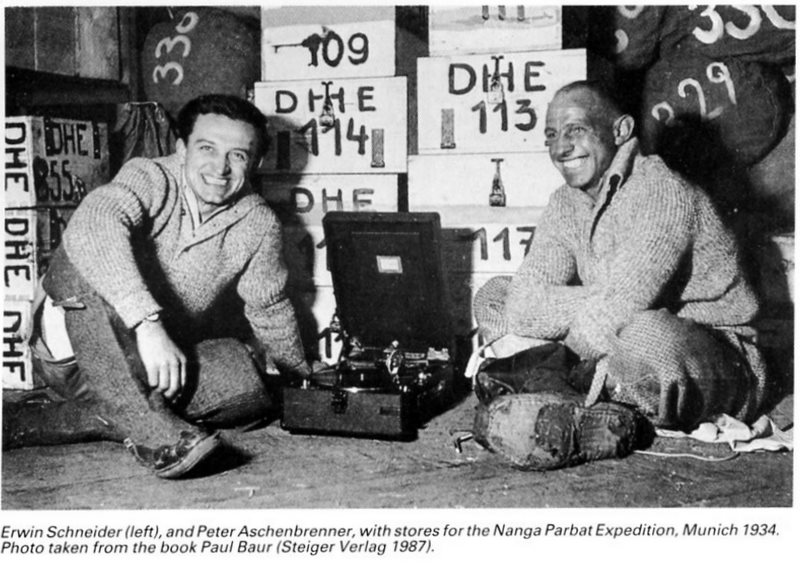
Peter Aschenbrenner (rechts) im Jahr 1934

Peter Aschenbrenner, auch „Himalaya-Peter“ genannt,  (* 6. Mai 1902 in Ebbs; † 25. Jänner 1998 in Kufstein) war ein österreichischer Alpinist und Bergsport-Pionier.

## Leben
Peter Aschenbrenner wurde in Ebbs, Tirol, am 6. Mai 1902 geboren. Er war Bergsteiger, Bergführer und Hüttenwirt des Stripsenjochhauses. International bekannt wurde er vor allem durch seine Himalaya-Expeditionen in den 1930er und 1950er Jahren, die ihm den Beinamen „Himalaya-Peter“ einbrachten. Er errichtete das Aschenbrenner-Berghaus auf 1140 m oberhalb von Kufstein. Im Jahr 1930 konstruierte er den „Aschenbrenner-Eispickel“, der heute noch in verbesserter Form im Handel ist. Peter Aschenbrenner ist am 25. Jänner 1998 im 96. Lebensjahr in Kufstein verstorben. Seine Nanga-Parbat-Expeditionen wurden von Markus Kronthaler 2004 und 2005 historisch aufgearbeitet.

## Expeditionen
- 1932: Deutsch-Amerikanische Himalaya-Expedition – Chongra Peak (6830 m), Rakhiot Peak (7070 m), Nanga Parbat (Abbruch unter dem 7400 m hohen Silbersattel)
- 1934: Deutsche Nanga-Parbat-Expedition 1934, zweite deutsche Expedition auf den Nanga Parbat (Abbruch bei 7895 m)
- 1953: Nanga Parbat, als bergsteigerischer Expeditionsleiter – Im Zuge dieser Expedition gelang die Erstbesteigung durch Hermann Buhl. Hans Ertl drehte über diese Expedition den Dokumentarfilm Nanga Parbat.

### Himalaya-Expeditionen
Aschenbrenner war bereits 1932 Mitglied der „Deutsch-Amerikanischen Himalaja-Expedition“ zum Nanga Parbat unter der Leitung Willy Merkls. Der Anstieg sollte über die Rakhiotseite erfolgen. Die Bergsteiger kamen bis auf wenige hundert Höhenmeter an das „Tor“ zur Gipfelregion, den Silbersattel, heran, erreichten den Gipfel jedoch nicht. Peter Aschenbrenner gelang bei dieser Expedition gemeinsam mit Hugo Hamberger die Erstbesteigung des Chongra Peak (6448 m) und mit Herbert Kunigk jene des 7070 Meter hohen Rakhiot Peak.
1934 war Aschenbrenner Mitglied der desaströsen „zweiten deutschen Nanga-Parbat-Expedition“ unter Willy Merkl, die zahlreiche Menschenleben forderte. Die Unternehmung wurde unter den Nationalsozialisten zu einer nationalen Angelegenheit. Weitere Mitglieder waren unter u. a. Erwin Schneider und Willi Bernard. Alfred Drexel verstarb im Lager II an einer Lungenentzündung. Höhenkrankheit, Orkane und Neuschnee zwangen Aschenbrenner und Schneider auf 7895 m zur Umkehr. Uli Wieland, Willo Welzenbach, Willy Merkl und sechs Hochträger verunglückten beim Abstieg im Schneesturm tödlich.
1953 wurde Aschenbrenner schließlich für eine weitere Nanga-Parbat-Expedition als bergsteigerischer Expeditionsleiter gewonnen, bei der Hermann Buhl am 3. Juli 1953 gegen 19 Uhr den Gipfel erstbezwingen konnte.

### Bergsteigen/Klettern
Aschenbrenner gelangen bedeutende Erstbegehungen im Wilden Kaiser wie z. B. die Christaturm „Südostkante“, Fleischbank „Aschenbrenner-Lucke“ und Leuchsturm Südwand. In der N-Wand der Großen Zinne beging er am 12. und 13. September 1933 mit seinem jüngeren Bruder Paul anlässlich der Zweitbesteigung eine Direktvariante. Die Nordwand der Königspitze gelang den Brüdern 1935 als zweitem Team. Insgesamt konnte Aschenbrenner rund 2400 Gipfelbesteigungen, darunter 400 Dreitausender und 68 Viertausender verzeichnen.
- 1928 Erstbegehung Christaturm-Südostkante „Christakante“, V/A0 (UIAA), 200 Hm, 2170 m (Wilder Kaiser)
- 1928 Erstbegehung Grundschartner-Nordkante, V+/A0 (UIAA), 900 Hm, 3064 m (Zillertaler Alpen)
- 1928 Erstbegehung Mugler-Nordwestkante (Zillertaler Alpen)
- 1929 10. Begehung Fleischbank-Südostwand „Wießner-Rossi“, V+ (UIAA), 2187 m  (Wilder Kaiser)
- 1930 Erstbegehung Leuchsturm-Südwand „Alte Südwand“,  V+/A0 (UIAA), 300 HM, 2275 m (Wilder Kaiser)
- 1930 Erstbegehung Fleischbank-Ostwand „Nördlicher Weg“, 2187 m (Wilder Kaiser)
- 1930 Erstbegehung Fleischbank-Ostwand „Aschenbrenner-Lucke“, VI+/A0 (UIAA), 500 km, 2187 m (Wilder Kaiser)
- 1931 Begehung Mont Blanc-Brenvaflanke (Mooresporn),  III (UIAA), 50°, 1500 HM, 4807 m (Montblancgebiet)
- 1931 Weisshorn-Ostgrat, 4505 m (Walliser Alpen)
- 1932 Teilnehmer Deutsch-Amerikanische Nanga Parbat-Expedition (Himalaya, Pakistan)
- 1932 Teilnehmer Nanga Parbat-Expedition und Erste Besteigung Chongra Peak, 6848 m (Himalaya, Pakistan) und Erstbesteigung Rakhiot Peak, 7070 m (Himalaya, Pakistan)
- 1933 Erstbegehung Friedrichsturm-Ostkante, III (UIAA) (Wilder Kaiser)
- 1933 Zweite Begehung (Erstbegehung Direktvariante), Große Zinne Nordwand „Comiciführe“, VI+ (UIAA), 400 Hm, 2998 m (Sextener Dolomiten)
- 1934 Erstbegehung Travnik-Nordwand, Aschenbrennerroute V-VI (UIAA), von Peter Aschenbrenner und Tiefenbrunner im Jahr 1934 erstbegangen.
- 1934 Teilnehmer Nanga Parbat-Expedition Besteigung bis zum Silbersattel, 7895 m (Himalaya, Pakistan)
- 1934 Besteigung Südlicher Chongra Peak,  6400 m (Himalaya, Pakistan)
- 1935 Zweite Begehung  Königspitze-Nordwand,  IV (UIAA), Eis 60°, 625 Hm, 3859 m (Ortlergruppe)
- 1937 Erstbegehung Fleischbank-Nordwestseite „Nordwestpfeiler“, IV (UIAA), 300 Hm (Wilder Kaiser)
- 1937 Erstbegehung Äbeni Flue-Nordwand „Direkt“, 750 Hm, 55°, 3960 m (Berner Alpen)[4]

## Veröffentlichungen (Auswahl)
- Die Nordwand der Großen Zinne. In: Deutsche Alpenzeitung. 28. Jahrgang, Nr. 11, 1933.[5]